# Asier García Regueiro
Asier García Regueiro (Salamanca, 14 dicembre 1978) è un ex cestista spagnolo.

## Palmarès
- Copa del Rey: 1

Estudiantes: 2000
- ULEB Cup: 1

Valencia: 2002-03